# Condado de Knox (Maine)
O Condado de Knox é um dos 16 condados do Estado americano do Maine. A sede do condado é Rockland, e sua maior cidade é Rockland. O condado possui uma área de 2 958 km² (dos quais 2 011 km² estão cobertos por água), uma população de 39 618 habitantes, e uma densidade populacional de 42 hab/km² (segundo o censo nacional de 2000). O condado foi fundado em 1 de abril de 1860.